# اوتاپالام
اوتاپالام (به انگلیسی: Ottapalam) یک منطقهٔ مسکونی در هند است که در بخش پالاکاد واقع شده‌است. اوتاپالام ۳۲٫۷ کیلومتر مربع مساحت و ۵۳٬۷۹۰ نفر جمعیت دارد و ۵۴ متر بالاتر از سطح دریا واقع شده‌است.